# Hobbs’sches Öffnungsverfahren
Das Hobbs’sche Öffnungsverfahren bezeichnet heutzutage ein Verfahren zum Öffnen von Schließzylindern. Es ist ein nach dem amerikanischen Schlossermeister und Erfinder Alfred Charles Hobbs benanntes Verfahren, das es ermöglicht, mit geeignetem Werkzeug durch Festsetzen der Gehäusestifte per Drehmoment einen Schließzylinder zu öffnen.
Ursprünglich kam das Hobbs’sche Öffnungsverfahren (Hobbs’scher Hebel) nur bei Chubb-Schlössern zur Anwendung. Später wurde das Verfahren durch den Einsatz anderer Sperrwerkzeuge für das Öffnen von Schließzylindern modifiziert.
Es ist heute allgemein unter dem Begriff Lockpicking bekannt.